# Világszép nádszálkisasszony (színdarab)
A Világszép nádszálkisasszony a Neptun Brigád és az Új Színház koprodukciójában színpadra állított zenés mesejáték. Litvai Nelli a Neptun Brigád felkérésére az ismert népmese alapján készítette el szerzői adaptációját.

## Cselekménye
|  | Alább a cselekmény részletei következnek! |

A világ utolsó csücskében, a Szurokfekete tenger hetvenhetedik szigetén akkora a sötétség, hogy kardot lehet akasztani rá... Itt raboskodik a világ legszebb lánya, akit a Világot Járó Gonosz Boszorkány rabolt el. Világszépének napközben a sötét mocsárban kell dolgoznia a rettenetes Mocsárpribék felügyelete alatt, aki éjszakára nádszálbörtönbe zárja. Világszépe folyton arról ábrándozik, hogy valaki majd megszabadítja, ám a vigasztalan, sötét napok egyre csak telnek. Aztán egy távoli királyságból végre elindul egy királyfi, hogy kiszabadítsa a nádba zárt szépséget és legyőzze a Gonoszt. A királyfi előtt hosszú út áll - a föld kapujába és a nap pitvarába is el kell majd mennie -, ám ez az utazás rengeteg veszélyt tartogat. Vajon le tudja majd küzdeni az elébe kerülő akadályokat? Vajon a sárkány, a farkasok vagy a Mocsárpribék nem lesznek-e erősebbek nála? Vajon sikerül majd Világszépét kiszabadítania a nádbörtönből?
|  | Itt a vége a cselekmény részletezésének! |

## Szereposztás
- Vass György – királyfi
- Kövesdi László –  Fakó Lovacska; Villám, a csődör; idősebb királyfi
- Fodor Annamária – Világszépe
- Pálfi Katalin / Cseh Judit – nővér; macska; hajnal
- Molnár Erika – dadus; öregasszony; sárkány; haramia; farkas
- Ficzere Béla – király; tudós; farkas; mocsárpribék; talján
- Placskó Emese – szolgálólány, csillag
- Gáspár Anna - szolgálólány, csillag
- Bartus János - zenész
- Wittek Béla - zenész

## Alkotók
- Író: Litvai Nelli
- Rendező: Baksa Imre
- Rendező asszisztens: Baksa Mercédesz
- Zeneszerző: Wittek Béla
- Díszlet: Huszár Andrea
- Jelmez: Kovács Andrea
- Dramaturg, dalszövegek: Duró Gábor
- Koreográfus: Horgas Ádám
- Produkciós vezető: Gáspár Anna